# Riva presso Chieri
Riva presso Chieri är en ort och kommun i storstadsregionen Turin, innan 2015 provinsen Turin, i regionen Piemonte, Italien. Kommunen hade 4 705 invånare (2017). Riva presso Chieri gränsar till kommunerna Arignano, Buttigliera d'Asti, Chieri, Mombello di Torino, Moriondo Torinese, Poirino och Villanova d'Asti.